# Blago
Blago je naziv za veću količinu nagomilanog novca, plemenitih metala, dragulja, umetničkih ili bilo kakvih drugih predmeta koji imaju visoku materijalnu vrednost, odnosno za njegovog posednika predstavljaju bogatstvo. Arhaički se isti izraz koristio i za stoku.
Obično se time podrazumeva velika količina materijalnog bogatstva koju je neko sklonio, odnosno sakrio kako bi ga mogao koristiti u nuždi, tzv. skriveno blago. Pronalaženje skrivenog blaga predstavlja jedan od najppopularnijih motiva u fikciji.